# Dark Floors
Dark Floors és una pel·lícula Finlàndia produïda i dirigida per Pete Riski el 2008.

## Personatges
- Skye Bennett: Sarah
- Philip Bretherton: Walter
- William Hope: Jon
- Ronald Pickup: Tobias
- Leon Herbert: Rick
- Noah Huntley: Ben
- Dominique McElligott: Emily
- Lordi